# MO-S 1
Pěchotní srub MO-S-1 měl být součástí 1. stavebního podúseku, linie čs. Těžkého opevnění v Úseku Moravská Ostrava. Spekuluje se, že  kvůli údajným protestům polské vlády nebyla jeho stavba zahájena, ale pravděpodobnější se zdá varianta odložení výstavby z důvodu prodloužení linie TO směrem na východ podél řeky Olše, aby se zabránilo obchvatu linie přes polské území. Nachází se v části Starý Bohumín města Bohumín v okrese Karviná. Geograficky se nachází v nížině Ostravská pánev v Moravskoslezském kraji.

## Výzbroj
Srub měl být postaven v II. stupni odolnosti a mimo jiné měl být osazen otočnou kulometnou věží.

## Linie
Zbraně srubu měly vlevo ostřelovat prostor silnice, která zde vedla přes státní hranici a kulometná věž vpravo měla ostřelovat předpolí, aby nedošlo k případnému obchvatu, přes tehdejší polské území.
Směrem na jihozápad se nachází sousední srub MO-S 2 "U školy". Směrem na východ navazuje linie lehkého opevnění vz. 37.